# Dylan Baker

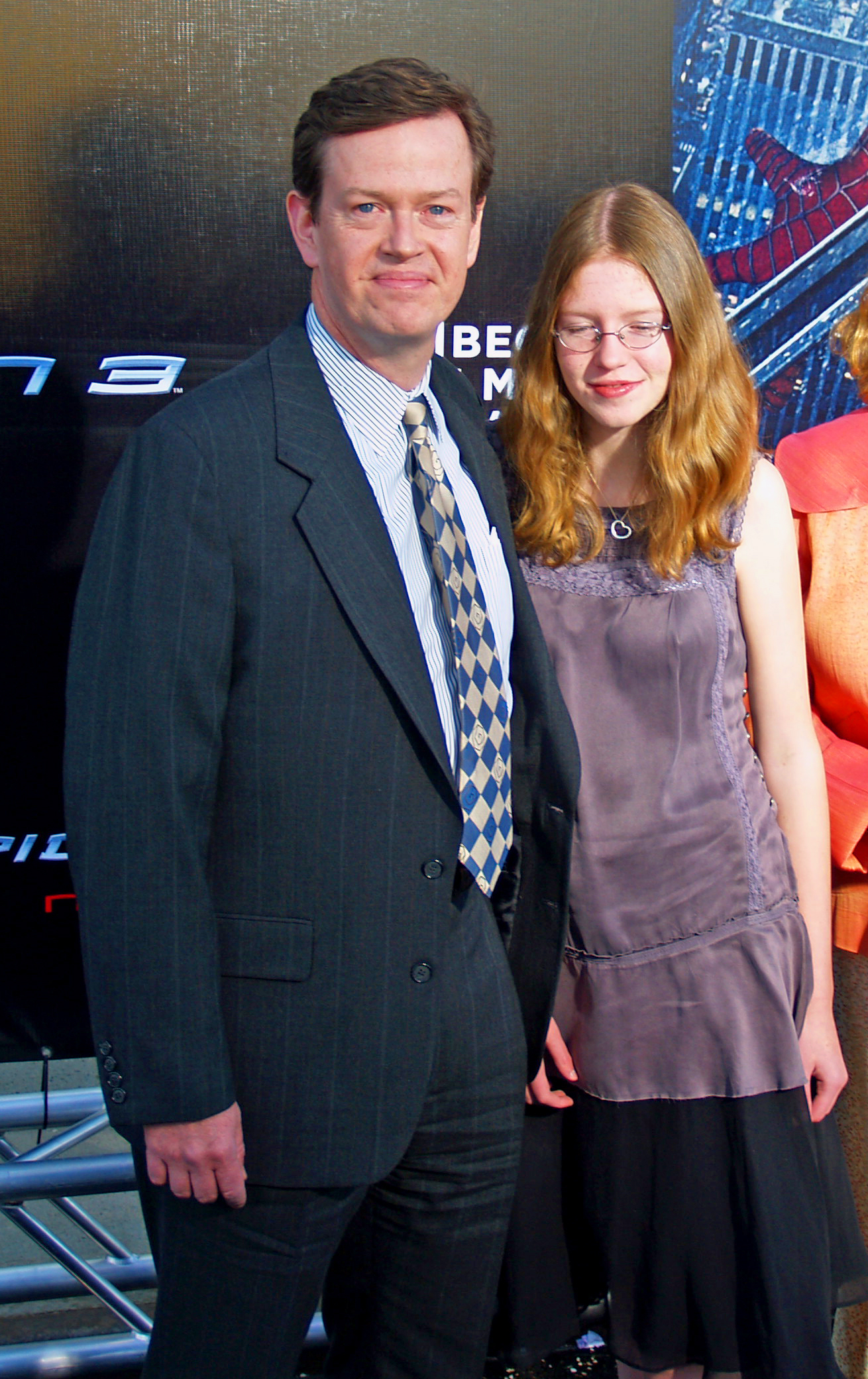
Dylan Baker z córką na premierze Spider-Man 3 (kwiecień 2007)

Dylan Baker (ur. 7 października 1959 w Syracuse) – amerykański aktor filmowy i teatralny.

## Biogram
Wychował się w Lynchburg w stanie Wirginia. Zaczął swoją karierę aktorską jako nastolatek w regionalnych produkcjach teatralnych. Uczęszczał do szkoły katolickiej Holy Cross Regional Catholic School, naukę kontynuował w Darlington School i wreszcie ukończył prywatną szkołę jezuicką dla chłopców Georgetown Preparatory School w 1976.
Uczęszczał do College of William and Mary w Wirginii, a później ukończył Southern Methodist University w 1980. Następnie otrzymał tytuł magistra sztuk pięknych z Yale School of Drama, gdzie studiował wespół z Chrisem Nothem i Patricią Clarkson.
Był członkiem grupy teatralnej The Drama Dept, w skład której wchodzili także Cynthia Nixon, Sarah Jessica Parker, John Cameron Mitchell oraz Billy Crudup.

## Życie prywatne
W 1990 roku ożenił się z aktorką Becky Ann Baker (z domu Gelke). Mają córkę Willę. Zamieszkali w Nowym Jorku.

## Wybrana filmografia

### Filmy fabularne
- 1987: Samoloty, pociągi i samochody (Planes, Trains and Automobiles) jako Owen
- 1992: Odszedł bez słowa (Passed Away) jako Unsworth
- 1992: Ostatni Mohikanin (The Last Of The Mohicans) jako kpt. De Bougainville
- 1992: Eliksir miłości (Love Potion No. 9) jako książę Geoffrey
- 1993: Mikey i ja (Life with Mikey) jako pan Burns
- 1994: W sieci (Disclosure) jako Philip Blackburn
- 1995: Pod niebem Henrietty (The Stars Fell on Henrietta) jako Alex Wilde
- 1998: Celebrity jako ksiądz katolicki
- 1999: Nieodparty urok (Simply Irresistible) jako Jonathan Bendel
- 1999: Zagubione serca (Random Hearts) jako Richard Judd
- 1999: Zabójczy warunek (Oxygen) jako Jackson Lantham
- 2000: Requiem dla snu (Requiem for a Dream) jako doktor z południa
- 2000: Cela (The Cell) jako Henry West
- 2000: Trzynaście dni (Thirteen Days) jako Robert McNamara
- 2001: W sieci pająka (Along Came a Spider) jako Ollie McArthur
- 2001: Krawiec z Panamy (The Tailor of Panama) jako generał Dusenbaker
- 2002: Droga do zatracenia (Road to Perdition) jako Alexander Rance
- 2002: Projekt Laramie (The Laramie Project) jako Rulon Stacey
- 2003: Uwierz w miłość (How to Deal) jako Steve Beckwith
- 2003: Porwana: Historia Elizabeth Smart (The Elizabeth Smart Story) jako Ed Smart
- 2003: Przywódca – zwariowana kampania prezydencka (Head of State) jako Martin Geller
- 2004: Spider-Man 2 jako dr Curt Connors
- 2004: Kinsey jako Alan Gregg
- 2005: Kumple na zabój (The Matador) jako Lovell
- 2004: Siła strachu (Hide and Seek) jako szeryf Hafferty
- 2006: Spotkajmy się w więzieniu (Let's Go to Prison) jako Warden
- 2007: Spider-Man 3 jako dr Curt Connors
- 2006: W pogoni za zbrodniarzem (The Hunting Party) jako agent CIA
- 2007: Across the Universe jako pan Carrigan – ojciec Lucy
- 2007: Upiorna noc halloween (Trick 'r Treat) jako Steven
- 2008: Droga do szczęścia (Revolutionary Road) jako Jack Ordway
- 2010: Niezwyciężony Secretariat (Secretariat) jako Hollis Chenery
- 2012: Dwa dni w Nowym Jorku (2 Days in New York) jako Ron

### Seriale TV
- 2011: Układy (Damages) jako Jerry Boorman
- 2012–2013: Smash jako Roger Cartwright